# Australosymmerus guayanasi
Australosymmerus guayanasi är en tvåvingeart som först beskrevs av Lane 1947.  Australosymmerus guayanasi ingår i släktet Australosymmerus och familjen hårvingsmyggor. Inga underarter finns listade i Catalogue of Life.